# Попеску, Штефан
Штефан Попеску (рум. Ștefan Popescu; 20 января 1872, Финцешти, Объединённое княжество Валахии и Молдавии (ныне жудец Бузэу Румынии — 1948, Бухарест) — румынский художник, график, гравёр. Почётный член Румынской Академии (с 1936). Лауреат Национальной премии Румынии по живописи (1928).

## Биография
В 1894—1899 годах учился в Мюнхенской академии художеств под руководством
Николаоса Гизиса, продолжил — в Школе художеств в Париже у Люсьена Симона и Эжена Каррьера. Позже отправился вместе с Георге Петрашку в Бретань (1899—1902).
В 1901 участвовал в первой групповой выставке организованной в румынском Атенеуме в Бухаресте. В 1904 году на Международной выставке сецессиона в Мюнхене был награждён золотой медалью. В том же году провёл свою первую персональную выставку в Париже, затем — в Берлине. В 1924, 1938 и 1942 годах участвовал в Венецианской биеннале, в 1925 году — в румынской художественной выставке в Muzeul Jeu de Paume в Париже и т. д.
Долгое время жил и работал в Париже, где и получил известность под «офранцуженной» фамилией Стефан Попеско. Совершил поездки в Швейцарию, Турцию, Италию, Грецию, Югославию, Марокко, Алжир, Тунис, Германию.
В 1910 году вместе с Константином Бранкузи и Джордже Энеску основал Ассоциацию румын в Париже.
С 1922 некоторое время работал профессором Национальной школы изящных искусств в Бухаресте.
В 1925 стал кавалером Ордена Почётного легиона, в 1928 году — лауреатом Национальной премии Румынии по живописи, в 1937 получил первую премию Международной выставки в Париже.
С 1936 — почётный член Румынской Академии.
Некоторые произведения художника входили в золотой запас Румынского Королевства

## Творчество
Художник-импрессионист. Первоначально писал картины на религиозные темы, позже изображал сцены жизни румынского рабочего класса. Автор многих пейзажей, натюрмортов, графических работ.
Произведения Ш. Попеску представляют особую веху в развитии станковой графики и гравюры Румынии.
Работы Ш. Попеску хранятся во многих музеях Румынии, в том числе Национальном музее искусств Румынии, музее жудеца Арджеш в Питешти, Констанцком музее искусств, в частных коллекциях во Франции, Германии, Австрии, Алжире, Италии, Марокко, Тунисе.